# IC 2909
IC 2909 је елиптична галаксија у сазвјежђу Лав која се налази на листи објеката дубоког неба у Индекс каталогу.
Деклинација објекта је + 11° 28' 13" а ректасцензија 11h 31m 50,9s. Привидна величина (магнитуда) објекта IC 2909 износи 16,0 а фотографска магнитуда 17,0.